# Calvenzano
Calvenzano – miejscowość i gmina we Włoszech, w regionie Lombardia, w prowincji Bergamo.
Według danych na styczeń 2009 gminę zamieszkiwało 3930 osób przy gęstości zaludnienia 614,1 os./1 km².